# Grzyb (województwo łódzkie)
Grzyb – wieś w Polsce położona w województwie łódzkim, w powiecie sieradzkim, w gminie Klonowa.
We wsi znajduje się remiza strażacka, osada leśna oraz pomnik upamiętniający jedno z wydarzeń 1863 r.
W skład sołectwa Grzyb wchodzą cztery wsie: Grzyb, Tomaniki, Zgórniaki oraz Depy.

## Historia
W czasie powstania styczniowego, po bitwie w rejonie Kuźnicy Grabowskiej w dniu 26 lutego 1863 oddział Józefa Oxińskiego wycofywał się w kierunku Klonowej. W ówczesnym pustkowiu zwanym Grzyb Rosjanie dopadli czterech kosynierów, którzy nie chcąc się poddać, zabarykadowali się w chałupie. Rosjanie ją podpalili, a powstańcy spłonęli żywcem. Na miejscu ich śmierci postawiono krzyż, a w 1974 r. ufundowano tablicę z objaśniającym napisem.
W latach 1975–1998 miejscowość administracyjnie należała do województwa sieradzkiego.

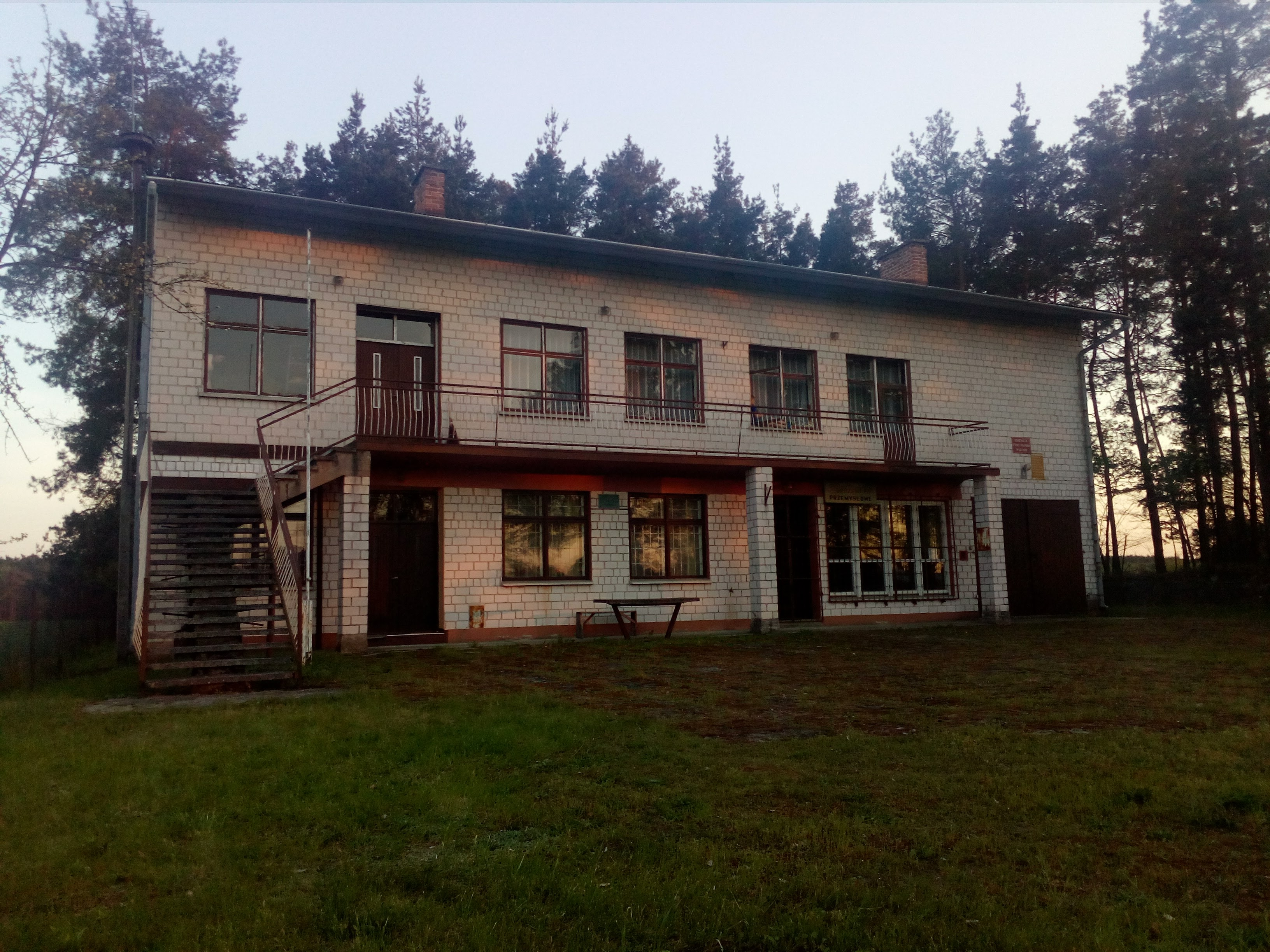
Budynek OSP Grzyb
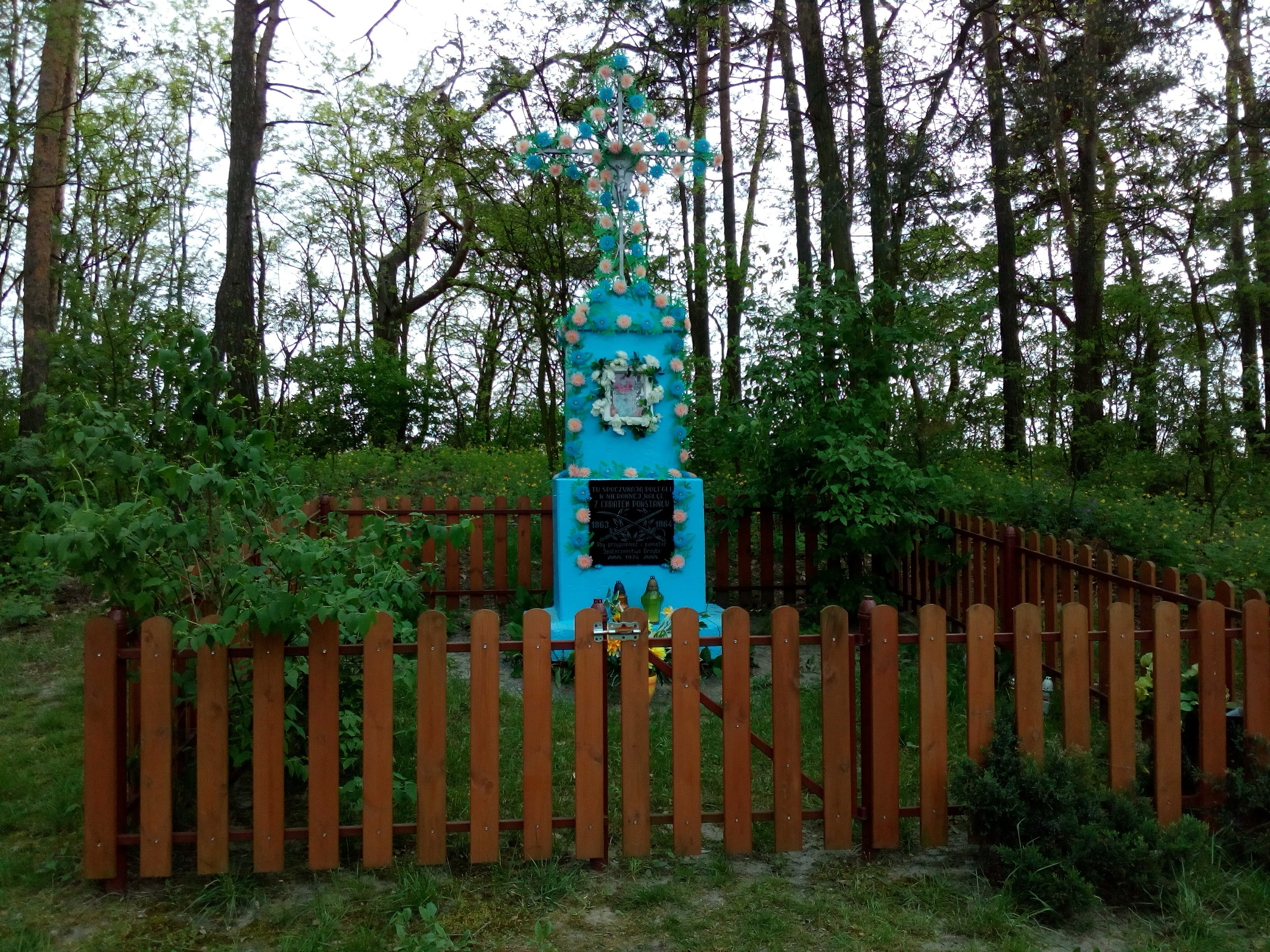
Kapliczka upamiętniająca jedno z wydarzeń 1863 r.